# Arcas (Cuenca)
Arcas es un municipio y localidad española de la provincia de Cuenca, en la comunidad autónoma de Castilla-La Mancha. El término municipal, que incluye también el núcleo de Villar del Saz de Arcas, tiene una población de 2264 habitantes (INE 2024).

## Toponimia
El municipio, anteriormente denominado Arcas del Villar, cambió su denominación oficial en 2013 por la de Arcas.

## Geografía
Integrado en la comarca de Serranía Media, se sitúa a 10 km de la capital provincial. El término municipal está atravesado por las carreteras autonómicas CM-220 (Cuenca-Albacete) y CM-2100, que conecta con Valdetórtola y Las Valeras. El relieve del municipio es el propio de la comarca, destacando el monte Talayuelo (1273 m). Cuenta también con un puerto de montaña, La Tórdiga (1200 m), atravesado por la CM-220. La altitud oscila entre los 1273 m (monte Talayuelo) y los 930 m al oeste, a orillas del río San Martín. El pueblo se alza a 959 m sobre el nivel del mar. El término es atravesado, de este a oeste, por el río San Martín y alberga varias de las lagunas del llamado complejo lagunar de Arcas, declarado reserva natural.
| Noroeste: Villar de Olalla | Norte: Cuenca                                    | Noreste: Cuenca y Fuentes |
| Oeste: Valdetórtola        |                                                  | Este: Fuentes             |
| Suroeste: Valdetórtola     | Sur: Olmeda del Rey (exclave) y Cuenca (exclave) | Sureste: Fuentes          |

## Demografía
Arcas del Villar cuenta con una población de 2264 habitantes (INE 2024).
| Gráfica de evolución demográfica de Arcas del Villar entre 1981 y 2021 |
| |
| Población de derecho según los censos de población del INE Población de hecho según los censos de población del INEEntre el censo de 1981 y el anterior, aparece este municipio porque se fusionan los municipios Arcas y Villar del Saz de Arcas. Acuerdo de 27 de junio de 2013, del Consejo de Gobierno, por el que se aprueba el cambio de denominación del municipio de Arcas del Villar por el de Arcas |

## Administración y política
| Periodo   | Nombre                                             | Partido |
| --------- | -------------------------------------------------- | ------- |
| 1979-1983 | Juan Miguel Elche Torrijos                         | PSOE    |
| 1983-1987 | Adolfo Recuenco Elche                              | AP      |
| 1987-1991 | Vidal Cañas Blasco                                 | CDS     |
| 1991-1995 | Basilio de Pedro Atienza                           | PSOE    |
| 1995-1999 | Basilio de Pedro Atienza                           | PSOE    |
| 1999-2003 | Basilio de Pedro Atienza Francisca Casas Rodríguez | PSOE    |
| 2003-2007 | Pedro Antonio Ruiz Abarca                          | PP      |
| 2007-2011 | Joaquín González Mena                              | PSOE    |
| 2011-2015 | Joaquín González Mena                              | PSOE    |
| 2015-2019 | Joaquín González Mena                              | PSOE    |
| 2019-2023 | Joaquín González Mena                              | PSOE    |

## Cultura

### Patrimonio

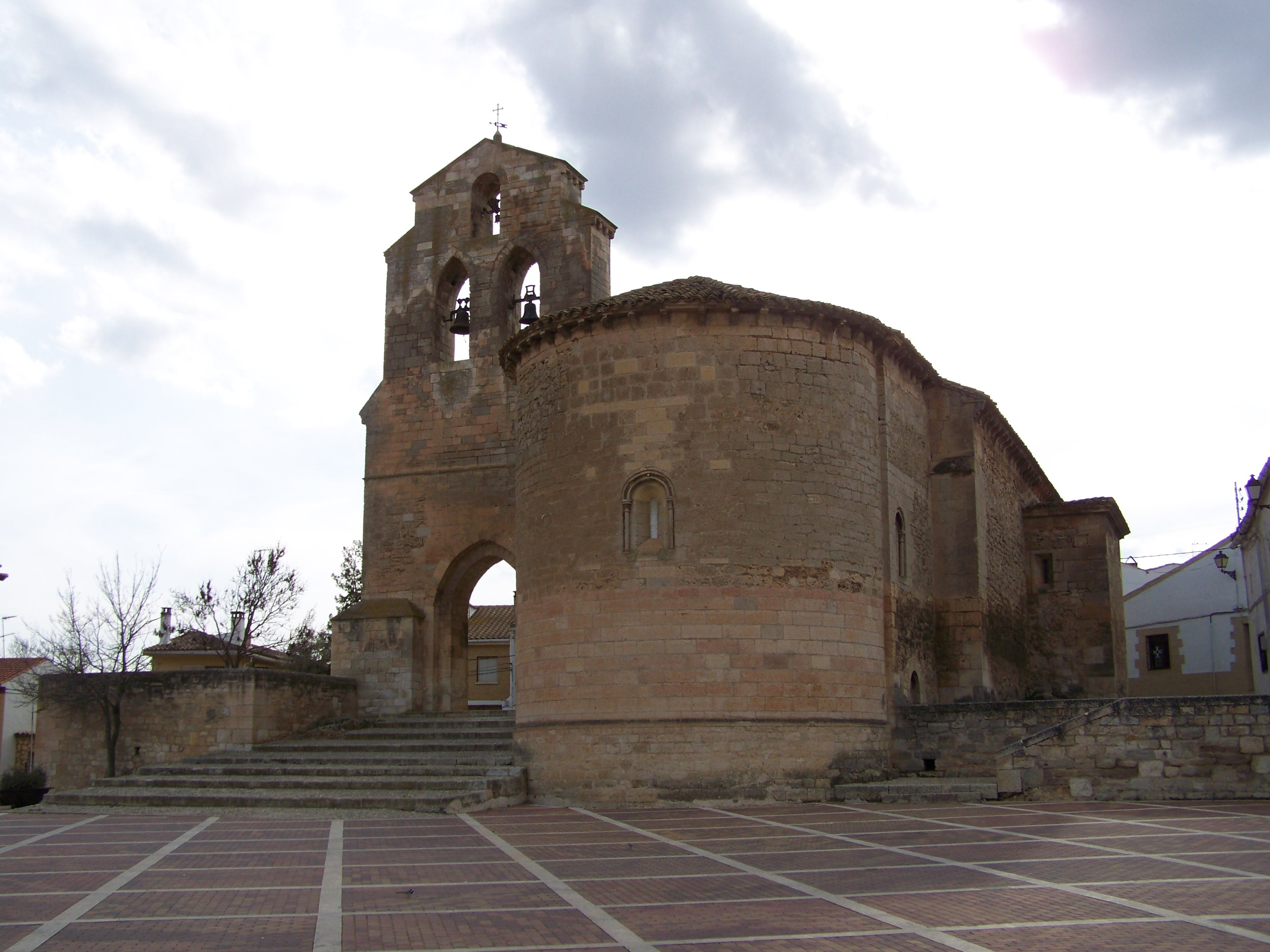
Iglesia de Nuestra Señora de la Natividad, del

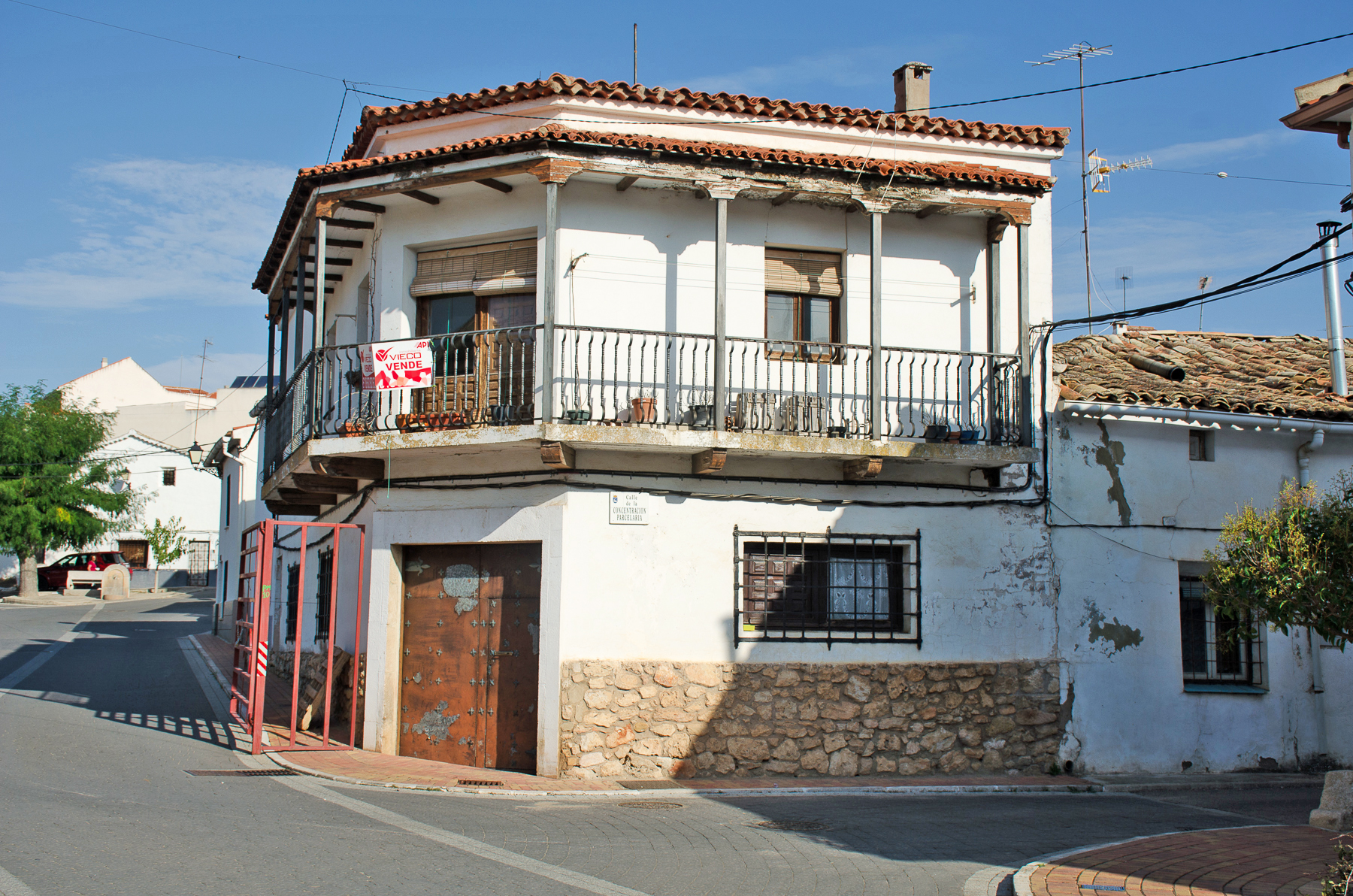
Plaza Mayor y calle de la Concentración Parcelaria

El símbolo de la localidad es la iglesia románica de Nuestra Señora de la Natividad, del siglo XIII. Se trata de un templo de una sola nave con ábside semicircular y espadaña exenta. Existen otros ejemplos más meridionales del arte románico en la misma provincia de Cuenca, como la iglesia de Santo Domingo de Silos en Alarcón.

### Fiestas
EL 15 de mayo se celebra San Isidro y el 14 de septiembre el patrón de la localidad que es el Santo Rostro. Se ha convertido en tradición en los últimos años el realizar una verbena amenizada por algunos de los grupos del momento en la plaza del ayuntamiento durante la celebración de las fiestas del patrón de la localidad. También, durante el Santo Rostro se celebra un encierro taurino por las calles del pueblo.
Hace dos años se creó una nueva festividad en honor a la Virgen de la Estrella, la cual se celebra el 8 de septiembre, con una misa en su honor y una procesión por las calles del pueblo. 
En 2006 se recuperó la tradición, perdida hace décadas, de caminar en romería desde el pueblo de Arcas a la ermita de San Isidro, situada en un pinar a unos dos kilómetros de distancia.
La iglesia románica es escenario habitual de conciertos durante la Semana de Música Religiosa de Cuenca.